# جيم زاب
جيم زاب (بالإنجليزية: Jim Zapp)‏ هو لاعب كرة قاعدة أمريكي، ولد في 18 أبريل 1924 في ناشفيل في الولايات المتحدة، وتوفي في 30 سبتمبر 2016 في هاركر هايتس في الولايات المتحدة.